# Sturer Emil
De 12.8 cm Selbstfahrlafette auf VK 30.01(H) "Sturer Emil" (Duits voor Eigenwijze Emil), ook de Panzer Selbstfahrlafette V (Pz.Sfl. V), was een experimenteel zelfrijdend anti-tank geschut uit de Tweede Wereldoorlog. Het geschut was gemonteerd op een Henschel VK 30.01 (H) onderstel en bewapend met een Rheinmetall 12.8 cm Kanone 40 L/61 kanon (gebaseerd op de 12.8 cm FlaK 40).

## Ontwerp
De rompen waren nog over van Henschel's gecancelde VK 30.01 zware tank programma - het project dat leidde tot de Tiger tank. De romp was verlengd en er werd een extra wiel toegevoegd aan het onderstel aan de overlappende en doorgeschoten Schachtellaufwerk wiel-gebaseerde ophangingssysteem, om het grote kanon te ondersteunen. Wat was op vastgemaakt aan een voetstuk wat weer gemonteerd was voor de motor. Een groot, open vecht-compartiment, net zoals de Panzer-IV gebaseerde Hummel zelfrijdende 15 cm howitzer, was op de plek waar normaal gesproken de gevechtskoepel moet zitten geplaatst.

## Naam
Max und Moritz, in het Nederlands Max en Maurits, is een Duits getekend verhaal door Wilhelm Busch uit 1885. Bij elk plaatje in het boek staat er een rijmpje, het wordt vaak als de voorloper van de stripverhalen genoemd. Max en Moritz zijn twee baldadige jongens die hun dorp op een kinderlijke manier onveilig maken, ze halen een totaal van zeven streken uit waarvan de laatste slecht afloopt voor de twee kwajongens.
Onder bevel van Oberleutnant Kurt Hildebrandt gingen de tanks in de zomer van 1942 naar het Oostfront. Ondertussen hadden ze door hun bemanningen de namen Max en Moritz gekregen. Tijdens deze inzet is de naam Sturer Emil ontstaan. Beide voertuigen moesten in het rode leger hun meerdere erkennen. Het liep voor beide stukken net zo slecht af als met de gelijknamige striphelden.

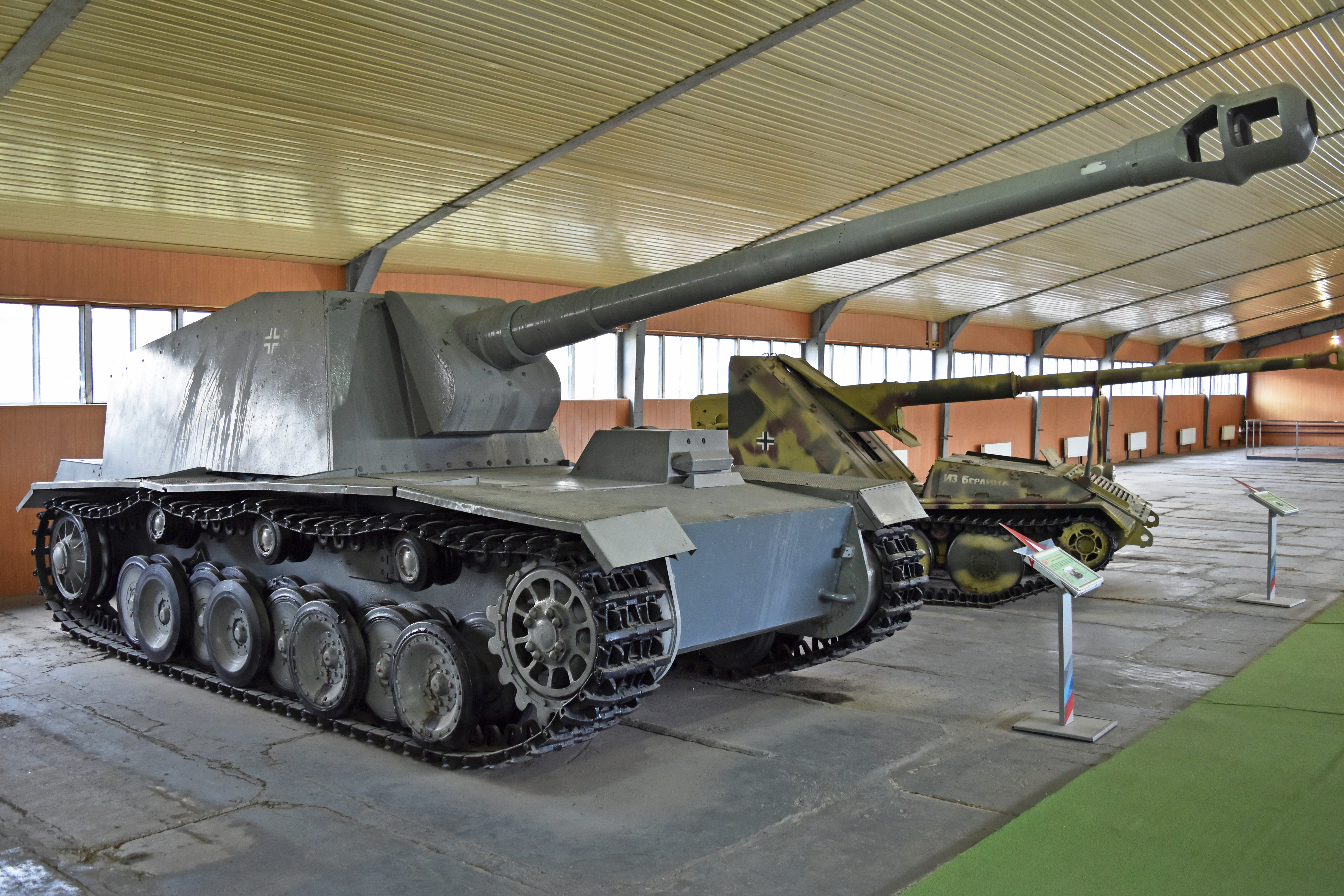
De enige overlevende 'Sturer Emil' in het Kubinka Tank Museum.

In de Efteling is er ook een attractie te vinden die is gebaseerd op het verhaal Max und Moritz.

## Gevecht
Max is vechtend ten onder gegaan in 1941 aan het Russische front, terwijl Moritz achter werd gelaten door zijn bemanning, kort daarna is het voertuig in handen gevallen van Sovjet troepen. Max werd compleet vernietigd door een interne munitie explosie en Moritz staat nu tentoon in het Russische Kubinka Tank Museum Moritz heeft tevens 22 geverfde 'kill marks' op zijn loop.

## Specificaties
| Gewicht:                | 35 ton |
| Bemanning:              | 5 |
| Motor:                  | Maybach HL 116 / 6-cylinder / 300hp |
| ----------------------- | --- |
| Snelheid:               | 23-25km/h |
| Lengte:                 | 9.70m |
| Wijdte:                 | 3.16m |
| Bewapening:             | 128mm PaK 40 L/61 & 7.92mm MG34 |
| Munitie:                | 128mm - 15-18 kanonskogels 7.92mm - 600 kogels |
| Bepantsering (mm/hoek): | Voorkant romp: 50/13.5 Voorkant superstructure: 50/8 Voorkant koepel: 50/14.5 Kanon mantel: 50/40 Zijkant romp: 30/0 Zijkant superstructure: 30/0 Zijkant koepel: 15/10 Achterkant romp: 30/45 Achterkant superstructure: 15/16 Achterkant koepel: 15/14.5 Bovenkant romp / Onderkant: 20/90 / 35/20 & 22 Superstructure bovenkant / onderkant: 15/90 Koepel bovenkant: open |

### Tanks met een gelijke rol, uitvoering en era
- Italiaanse Semovente da 105/25
- Japanse Ho-Ri
- Sovjet SU-100Y
- Sovjet ISU-122